# 23. Infanterie-Brigade (Deutsches Kaiserreich)
Die 23. Infanterie-Brigade war ein Großverband der Preußischen Armee.

## Geschichte
Die 23. Infanterie-Brigade wurde am 29. April 1852 in Neiße aufgestellt und hatte dort bis 1904 ihren Standort, als sie nach Gleiwitz verlegt wurde und bis zum Ende des Ersten Weltkrieges verblieb. Sie war bis 1914 Teil der 12. Division mit Standort in Neiße, die dem VI. Armee-Korps in Breslau zugeordnet war. Mit Kriegsbeginn wurde die Brigade der 11. Reserve-Division zugeordnet.

### Gliederung
- 1852 bis 1859

22. Infanterie-Regiment, 22. Landwehr-Regiment
- 1860 bis 1867

1. Oberschlesisches Infanterie-Regiment Nr. 22,  3. Oberschlesisches Infanterie-Regiment Nr. 62, 1. Oberschlesisches Landwehr-Regiment Nr. 22
- 1868 bis 1869

Wie vor, zusätzlich 3. Oberschlesisches Landwehr-Regiment Nr. 62
- 1871 bis 1889

Infanterie-Regiment „von Grolman“ (1. Posensches) Nr. 18, 3. Oberschlesisches Infanterie-Regiment Nr. 62, 1. Oberschlesisches Landwehr-Regiment Nr. 22, 3. Oberschlesisches Landwehr-Regiment Nr. 62
- 1889 bis 1890

Infanterie-Regiment von Grolmann (1. Posensches) Nr. 18, 3. Oberschlesisches Infanterie-Regiment Nr. 62
- 1891 bis 1913

Infanterie-Regiment Keith (1. Oberschlesisches) Nr. 22, 3. Oberschlesisches Infanterie-Regiment Nr. 62
- Kriegsgliederung bei Mobilmachung im August 1914

Infanterie-Regiment Keith (1. Oberschlesisches) Nr. 22, 3. Schlesisches Infanterie-Regiment Nr. 156
- Kriegsgliederung am 19. Oktober 1918

Reserve-Infanterie-Regiment Nr. 10, Infanterie-Regiment „Keith“ (1. Oberschlesisches) Nr. 22, 3. Schlesisches Infanterie-Regiment Nr. 156, 1. Eskadron/Reserve-Husaren-Regiment Nr. 4

### Deutsch-Französischer Krieg 1870/1871
Im Deutsch-Französischen Krieg war die Brigade
an den Schlachten von Gravelotte, Bellevue Orléans, Schlacht bei Mars-la-Tour sowie an der Belagerung von Metz beteiligt.

### Erster Weltkrieg
Mit der Mobilmachung im August 1914 musste die Brigade das Brigade Ersatz Bataillon 24 aufstellen und kam im Verband der 11. Reserve-Division ausschließlich an der Westfront zum Einsatz.
Zu den Kampfhandlungen, Gefechten und Schlachten siehe Kampfgeschehen der 11. Reserve-Division.

### Brigadekommandeure
| Name                            | Datum                                   |
| ------------------------------- | --------------------------------------- |
| Maximilian von Renouard         | 4. Mai 1852 bis 12. Juli 1854           |
| Otto Scherbening                | 13. Juli 1854 bis 14. Juni 1857         |
| Friedrich von Fallois           | 15. Juni 1857 bis 23. Juli 1861         |
| Albert Ferdinand von Ingersheim | 24. Juli 1861 bis 16. Oktober 1864      |
| Hermann von Knobelsdorff        | 17. Oktober 1864 bis 29. Oktober 1866   |
| Karl Gustav von Sandrart        | 30. Oktober 1866 bis 17. Juli 1870      |
| William Hounsell von Gündell    | 18. Juli 1870 bis 6. August 1873        |
| Friedrich von Beckedorff        | 7. August 1873 bis 13. Juli 1874        |
| Karl von Einem                  | 14. Juli 1874 bis 17. Oktober 1880      |
| Friedrich von Gallwitz-Dreyling | 18. Oktober 1880 bis 14. April 1884     |
| Hermann von Vietinghoff         | 15. April 1884 bis 11. Juli 1888        |
| Rudolf von Zingler              | 12. Juli 1888 bis 21. März 1889         |
| Bernhard von Arnim              | 22. März 1889 bis 31. März 1890         |
| Helmuth von Legat               | 1. April 1890 bis 16. Juni 1893         |
| Theodor von Kruska              | 17. Juni 1893 bis 15. Juni 1896         |
| Eugen von Albedyll              | 16. Juni 1896 bis 21. Mai 1898          |
| Alexander von Kluck             | 22. Mai 1898 bis 17. Februar 1902       |
| Georg Giesche                   | 18. Februar 1902 bis 21. April 1905     |
| Paul Engelbrecht                | 22. April 1905 bis 20. März 1908        |
| Traugott von Bötticher          | 21. März 1908 bis 14. Februar 1910      |
| Georg Wichura                   | 15. Februar 1910 bis 30. September 1912 |
| Wilhelm Neff                    | 1. Oktober 1912 bis 21. Juli 1914       |
| Arthur von Goetzen              | 22. Juli 1914 bis 18. Oktober 1914      |
| Otto Daubert                    | 19. Oktober 1914 bis 4. April 1916      |
| Wilhelm Jetter                  | 5. April 1916 bis 25. Oktober 1916      |
| Ludwig Bachelin                 | 26. Oktober 1916 bis 1. November 1916   |
| Peter von Kameke                | 2. November 1916 bis Kriegsende         |
| Adolf Bucholz                   | 18. Mai 1919 Demobilisierung            |